# Порто, Луиджи да
Луиджи да Порто (1485 , Виченца — 10 мая 1529, Виченца) — итальянский писатель и историограф; известен как автор истории о Ромео и Джульетте.

## Биография
Происходил из дворянской семьи Виченцы, получил военное образование. Вёл жизнь полную приключений, военных схваток и любовных похождений. О военных и политических событиях он написал «Рифмы», изданные в 1539 году, а в 1857 году опубликованы его «Исторические письма».
Он считается автором «Новонайденной истории двух благородных влюблённых» (итал. Historia nuovamente ritrovata di due nobili amanti), опубликованной в 1530 году и переизданной вместе с «Рифмами» в 1539 году в редактуре Пьетро Бембо. Врачуя раны души и тела на своей вилле в Монте-Вичентино, Луиджи писал эту историю о муках любви Ромео и Джульетты. Впоследствии Уильям Шекспир почерпнул из неё вдохновение для своей известной трагедии «Ромео и Джульетта».
К местам создания произведения Луиджи да Порто — его вилле Да Порто-Барбаран в Монторсо не стекаются поклонники любовного произведения, как в Верону.

## Ромео и Джульетта
Источником вдохновения для истории да Порто, вероятно, послужил рассказ Мазуччо Салернитанца «Мариотто и Ганоцца», который он переработал и ввёл многие элементы, перенятые затем английским драматургом. Луиджи да Порто ввёл героев Меркуцио, Тибальда Капуллетти, монаха Лоренцо, Париса; также благодаря ему появились сцены с балом и двойным самоубийством влюблённых в склепе.
С самого начала произведения прослеживается параллель с историческими реалиями: вставки сражений, где да Порто участвовал, марш от Градиска к Удине, лучник Пилигрим — друг писателя, который утешал Луиджи после разочарования в любви. События разворачиваются в родном городе Пилигрима — Вероне.
Фамилии двух враждующих семей Каппеллетти и Монтекки, возможно, происходят из дантовского произведения, где вспоминается несчастная любовь Паоло и Дарьи из враждующих семей в стихах Гаспаре Амброджио Висконти «Двое влюблённых». Также благодаря Алигьери появилось имя Ромео, героя Ромео ди Вилланова из песни VI v.127. История переносится во времена Бартоломео делла Скала в 1301—1304 годы, в город Верона, который при жизни да Порто имел стратегическое значение для Венеции.

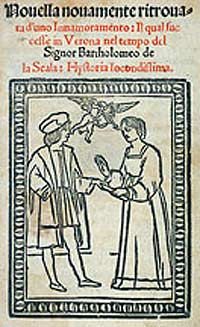
Титульный лист произведения о Ромео и Джульетте (1530)
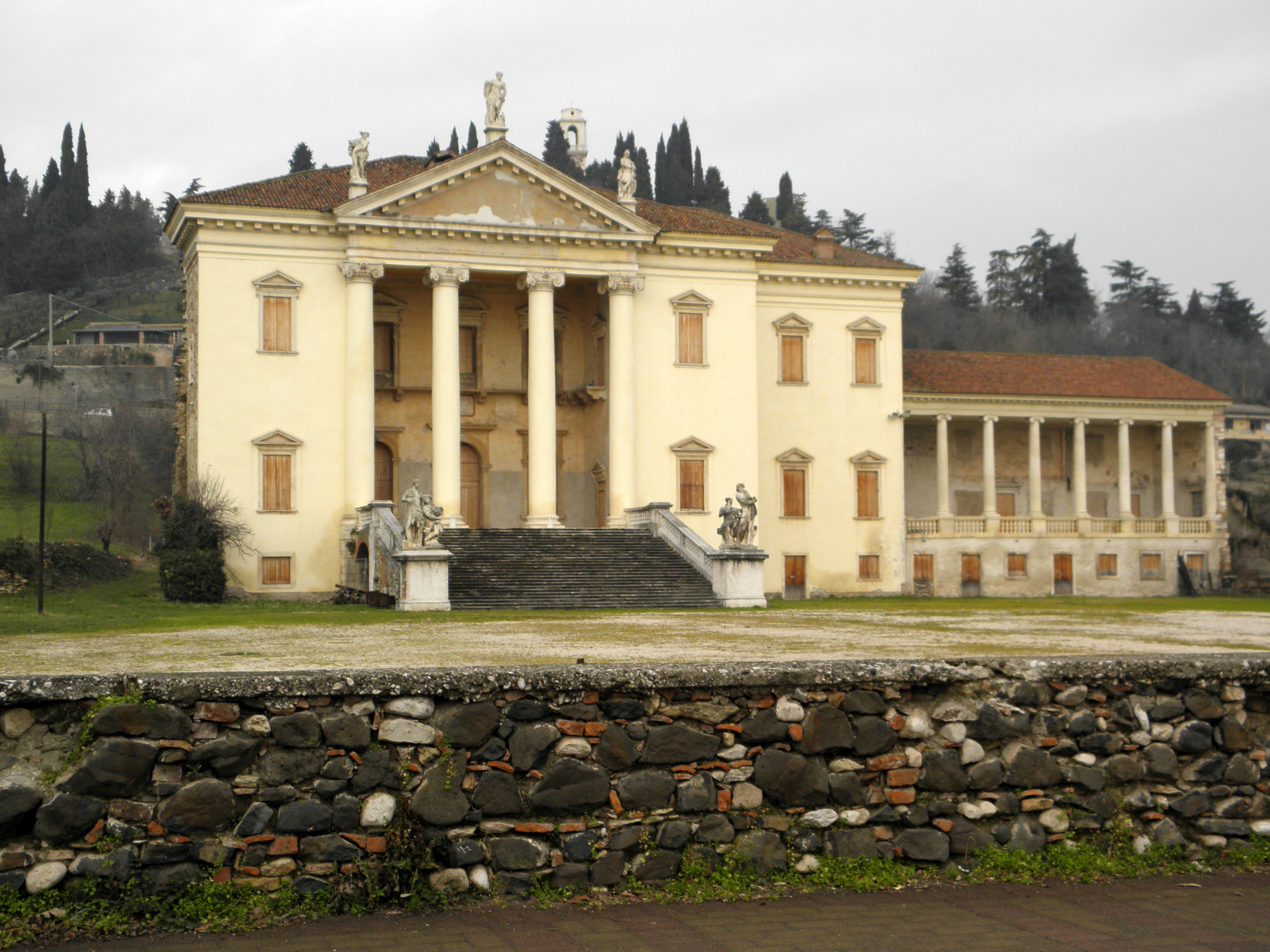
Вилла Да Порто-Барбаран, где жил Луиджи да Порто
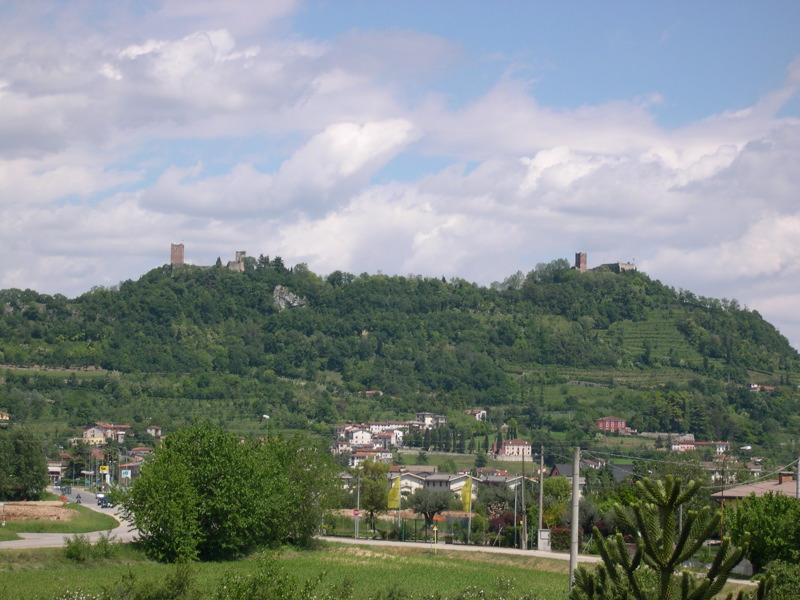
Так называемые замки Ромео и Джульетты в Монтеккьо-Маджоре, бывшие в действительности крепостями скалигеров.

Из окон родной виллы автора открывается вид на величественные крепости скалигеров в Монтеккьо (теперь называются Замки Ромео и Джульетты). Они вдохновили Луиджи создать главную концепцию произведения о непримиримых семьях. В названии Монтеккьо легко уловить связь с фамилией Ромео Монтекки.
Недавние исследования подтверждают автобиографичность истории да Порто. За образами Ромео и Джульетта скрываются личности Луиджи и его кузины Лючины Саворньян. Луиджи влюбился в 16-летнюю Лучину на балу, где она поразила гостей своим великолепным пением, но позже из-за конфликта семей вышла замуж за Фраческо Саворньян дель Торро. Влюблённые оказались вовлечены в распри между Струмиери и Замберлини в начале XVI века во Фриули. Результатом раздора стала резня на Жирный четверг. В подтверждение этой теории служит связь между историческими хрониками Фриули и деталями произведения да Порто, а также некоторые детали города Удине, а не Вероны.